# ヌイグルマーZ
『ヌイグルマーZ』は、2014年公開の日本映画。監督は井口昇。

## 解説
大槻ケンヂ自身が所属しているパンクバンド『特撮』の楽曲「ヌイグルマー」をモチーフとした小説、『縫製人間ヌイグルマー』が原作の特撮・アクション変身ヒーロー映画である。
ヌイグルマーのキャラクターデザインに 鶴巻和哉、コヤマシゲトが参加。スポーツ新聞にそのカラーバリエーションが1面を飾った。その際には原作小説の表紙のカラーリングである黄色いヌイグルマーの姿も確認できる。
制作にはキングレコード内レーベルEVIL LINE RECORDSも関わっている。EVIL LINE RECORDSレーベルヘッドの宮本純乃介がプロデューサーに名を連ねている。
本作では日本映画史上最多の109体のゾンビが登場している。CG処理ではないゾンビエキストラの特殊メイクには、国内外で残酷表現で定評のある西村喜廣があたっている。
主演の中川翔子は本作で自前のピンクのフェイクファーのヌンチャクでアクションシーンを見事に演じている。
キャッチコピーは『キミを守る。ボタンの瞳にかけて』

## あらすじ
鮎川響子は幼い日の誕生日に作家の母から手作りのピンクのテディベアをプレゼントされ、ブーたれたようなその顔から「ブースケ」と名づける。
しかしそのテディベアには、はるか彼方の惑星ドムホから放浪してきた綿状生命体が寄生していた。
同じ日に母の田舎から、身内を亡くし独りぼっちになっていた妹の夢子（ダメ子）が上京して来る。
響子の誕生日のお祝いにレストランで食事をしているところにゾンビと化した一団が流れ込んできた。ゾンビの放った銃弾から娘を守ろうと、身を挺しかばった響子の母は死んでしまった。
顔を伏せて直接その光景を見ていなかった響子はダメ子をかばって死んだのだと誤解してしまった。
ゾンビの集団は惑星ドムホからブースケと共に地球にやってきた、デ・パルザと合体（チャーリー）をしたタケシの悪の計画の一部だっだ。チャーリーは部下の超能力者キル・ビリー、左腕がマシンガンの片腕ロリータとゾンビを連れて混乱をばら撒いていた。
ゾンビから響子を守るため負傷したダメ子に、ブースケは共に合体をすることで助けようとした。合体の際にダメ子は「可愛らしさとやわらかさ、それと力強さ」を強く求めた結果、「綿より鋭い抱き心地、悪党どもには抱かせない」ピンク色のぬいぐるみ戦士「ヌイグルマー」として生まれ変わった。

## 登場人物
- 鮎川夢子（ダメ子） - 中川翔子
- ヌイグルマー/キル・ビリー - 武田梨奈
- 鮎川響子 - 市道真央
- 鮎川響子（幼少期） - 北原帆夏
- ブースケ （声）- 阿部サダヲ
- チャーリー（声）、デ・パルザ - 山寺宏一
- 片腕ロリータ - 高木古都
- ハジメ - ジジ・ぶぅ
- トシミ - 今泉ちえこ
- カズミ - 八幡愛
- ヒデミ - 高田莉沙
- ナルミ - 坂本亜里紗
- 鮎川冬子 - 平岩紙
- コージ - 斎藤工
- タケシ - 猫ひろし
- コスキャバ嬢ゾンビ - 緒沢あかり
- 居酒屋店員 - 岸健太朗
- 居酒屋の客 - 村上浩明
- マンガぐーたら族 - 島津健太郎、デモ田中
- ＭＢ社 社員 - 石川ゆうや、仁科貴
- 響子の父 - 鹿角剛
- タケシの叔父 - 西村喜廣
- 神父 - ノーマン・イングランド
- 喫茶店の客 - 小明
- 須賀貴匡
- 笠原紳司
- 亜紗美
- 清野菜名
- 藤榮史哉
- 神前元
- 宮下ともみ
- 大久保祥太郎
- 白又敦
- 土屋シオン
- 若林美保

## スタッフ
- 製作：ガンジス
- エグゼクティブ・プロデューサー：森山敦
- プロデューサー：松野拓行、宮本純乃介
- 協力プロデューサー：福井真奈
- アクションコーディネーター：宮崎剛
- アクション補佐：藤榮史哉
- 撮影：村川聡
- 特殊造型監督：西村喜廣
- 特殊造型・特殊メイク：石野大雅
- 音楽：福田裕彦
- 照明：小笠原篤志
- 編集：矢船陽介
- ラバーコスチューム制作：カリン、わんこ
- ヌイグルマーデザイン：鶴巻和哉、コヤマシゲト
- ポストプロダクション：西村映造
- VFX：スタジオ・バックホーン
- 配給：キングレコード、ティ・ジョイ
- 脚本：継田淳、井口昇
- 助監督：武居正能
- 監督：井口昇

## 音楽
- 主題歌
  - 「ヌイグルマーZ」（歌:特撮×中川翔子）
- 挿入歌
  - 「一点もの」（歌:特撮）
  - 「遊星歯車機構」（歌:特撮×中川翔子）
  - 「マリリン・マラソン」（歌:特撮×中川翔子）
  - 「世界中のロックバンドが今夜も」（歌:特撮）
  - 「ハンマーはトントン」（歌:特撮）
- エンディング
  - 「映画化（シネマタイズ）」（歌:特撮）